# Ana Maria Simion
Ana Maria Simion (n. 5 octombrie 1988, în Slatina) este o handbalistă română care joacă pentru clubul CS Dacia Mioveni 2012 pe postul de extremă dreapta. Simion a fost componentă a echipei naționale a României care a câștigat medalia de bronz la Campionatul Mondial pentru Junioare din 2006, desfășurat în Canada.

## Biografie
Născută la Slatina, Ana Maria Simion a început să joace handbal la Liceul cu Program Sportiv din orașul natal, iar apoi la echipa de senioare din localitate, KZN Slatina.
În ianuarie 2010 a fost adusă de antrenoarea Mariana Târcă la Rulmentul Brașov, unde a evoluat până la sfârșitul sezonului următor, când s-a transferat la CSM Bacău. În 2013, Simion a semnat cu CSM Cetate Deva. Deși la începutul sezonului 2014-15 presa a publicat că ea a încheiat un contract cu HCM Râmnicu Vâlcea, Ana Maria Simion a continuat să joace la echipa din Deva. Transferul la echipa vâlceană s-a concretizat până la urmă, în vara lui 2015. După două sezoane la HCM Râmnicu Vâlcea, Simion s-a transferat la CSM Roman. În noiembrie 2018, după retragerea echipei CSM Roman din Liga Națională ediția 2018-2019, a semnat cu SCM Gloria Buzău. În 2022 s-a transferat la CS Dacia Mioveni 2012.

## Palmares
- Campionatul Mondial pentru Junioare:
  -  Medalie de bronz: 2006

- Liga Europeană:
  - Turul 3: 2021, 2022

- Cupa EHF:
  - Turul 2: 2018

- Cupa României:
  -  Câștigătoare: 2021
  -  Medalie de bronz: 2020
  - Semifinalistă: 2018

- Supercupa României:
  -  Câștigătoare: 2021